# Cleistocactus jajoanus
Cleistocactus jajoanus är en kaktusväxtart som först beskrevs av Curt Backeberg, och fick sitt nu gällande namn av G.J. Charles. Cleistocactus jajoanus ingår i släktet Cleistocactus, och familjen kaktusväxter. Inga underarter finns listade i Catalogue of Life.